# Villingadalsfjall
De Villingadalsfjall is de op twee na hoogste berg op de Faeröer. Hij is 841 meter hoog en ligt in het noorden van het eiland Viðoy.
De berg is voor het grootste gedeelte opgebouwd uit basalt en is zo'n 50 miljoen jaar geleden ontstaan (in de loop van het Paleogeen) door vulkanische uitbarstingen.